# Masakry więzienne NKWD w 1941 roku
Masakry więzienne NKWD w 1941 roku – masowe zbrodnie komunistyczne popełnione przez funkcjonariuszy NKWD, NKGB i innych sowieckich formacji po rozpoczęciu niemieckiej inwazji na ZSRR w czerwcu 1941. Ich ofiarą padli więźniowie polityczni przetrzymywani na okupowanych przez ZSRR terenach Polski, Litwy, Łotwy, Estonii i Besarabii, a także na terytorium ZSRR w granicach sprzed 17 września 1939.
24 czerwca 1941 ludowy komisarz spraw wewnętrznych Ławrientij Beria wydał rozkaz rozstrzelania wszystkich więźniów politycznych przetrzymywanych w zachodnich obwodach ZSRR, których ewakuacja w głąb kraju była niemożliwa. W ślad za tym rozkazem przystąpiono do masowej likwidacji osadzonych. Odbywała się ona w więzieniach, aresztach i obozach, a także na szlakach ewakuacyjnych. Masakry, których apogeum przypadło na miesiące letnie 1941, spowodowały prawdopodobnie kilkadziesiąt tysięcy ofiar, z czego około 20–30 tysięcy zamordowano na Kresach Wschodnich II Rzeczypospolitej.
W większości wypadków winą za zbrodnie NKWD obarczono Żydów, których zgodnie ze stereotypem „żydokomuny” powszechnie utożsamiano z systemem sowieckim i stosowaną przezeń polityką terroru. Ujawnienie masakr więziennych podburzyło ludność do serii brutalnych pogromów, zwłaszcza w Galicji Wschodniej. Sowieckie zbrodnie zostały także szeroko nagłośnione przez nazistowską propagandę i posłużyły Niemcom jako pretekst do rozpoczęcia masowych egzekucji Żydów.

## Geneza

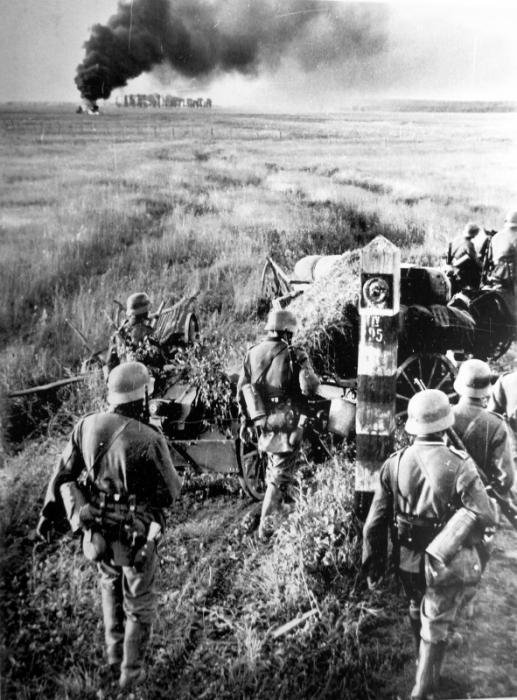
22 czerwca 1941, oddziały niemieckie przekraczają granicę ZSRR

22 czerwca 1941 III Rzesza z zaskoczenia zaatakowała ZSRR. Pierwsze tygodnie wojny miały bardzo pomyślny przebieg dla strony niemieckiej. Dywizjom Wehrmachtu udało się bowiem rozbić siły Armii Czerwonej skoncentrowane nad granicą sowiecko-niemiecką, a następnie wedrzeć się w głąb terytorium ZSRR. O tempie, w jakim posuwały się do przodu oddziały Wehrmachtu, świadczyć może fakt, że do połowy lipca 1941 pod niemiecką okupacją znalazł się obszar o powierzchni 700 tys. km², w tym całość terytoriów Litewskiej i Łotewskiej Socjalistycznych Republik Radzieckich oraz większość terytorium Białoruskiej SRR. Do 16 lipca Niemcy zdobyli także Smoleńsk, Berdyczów i Żytomierz oraz wyszli na przedmieścia Kijowa.
Na początku czerwca 1941 w więzieniach ZSRR przebywało blisko 500 tysięcy osób. Dziesiątki tysięcy przetrzymywano na obszarach, które w latach 1939–1941 zostały zaanektowane na mocy paktu Ribbentrop-Mołotow. Początkowo w myśl opracowanych jeszcze przed wojną planów, NKWD zamierzało wywieźć w głąb kraju wszystkich więźniów przetrzymywanych w strefie działań wojennych. Już 23 czerwca 1941 zastępca ludowego komisarza spraw wewnętrznych ZSRR Wasilij Czernyszow zatwierdził plan ewakuacji więźniów przetrzymywanych w więzieniach na tzw. zachodniej Ukrainie i zachodniej Białorusi oraz w Litewskiej SRR. Ewakuacją miało zostać objętych:
- 16 357 więźniów przetrzymywanych w zachodnich obwodach Białoruskiej SRR;
- 23 236 więźniów przetrzymywanych w zachodnich obwodach Ukraińskiej SRR;
- 4000 więźniów przetrzymywanych w Litewskiej SRR (początkowo planowano ewakuację 5900 więźniów).

Brak odpowiedniej liczby wagonów kolejowych, chaos pierwszych dni wojny i szybkie postępy wojsk niemieckich uczyniły ewakuację więźniów niewykonalną. Władze sowieckie były jednak zdecydowane nie dopuścić, aby „wrogowie ludu” zostali uwolnieni przez Niemców. 24 czerwca 1941 ludowy komisarz spraw wewnętrznych Ławrientij Beria skierował tajny telegram do obwodowych urzędów NKGB, zawierający rozkaz rozstrzelania wszystkich więźniów politycznych przetrzymywanych w zachodnich obwodach ZSRR, których ewakuacja w głąb kraju była niemożliwa. W myśl rozkazu Berii stracone miały zostać osoby skazane za „działalność kontrrewolucyjną”, „działalność antysowiecką”, sabotaż i dywersję, a także więźniowie polityczni znajdujący się w śledztwie.
W praktyce losy więźniów potoczyły się różnie. Niekiedy z powodu braku czasu lub środków transportu enkawudziści byli zmuszeni pozostawić ich w zamkniętych celach, z których później uwolnili się samodzielnie lub z pomocą żołnierzy niemieckich i miejscowej ludności. Stosunkowo częste były przypadki wypuszczania na wolność więźniów kryminalnych, a także kobiet i młodocianych, na których nie ciążyły poważne zarzuty natury politycznej. NKWD nie zrezygnowało również z ewakuacji części więźniów na wschód; w takich wypadkach naloty niemieckie, fatalne warunki transportu oraz okrucieństwo konwojentów powodowały jednak liczne ofiary, zwłaszcza podczas pieszych „marszów śmierci”.

## Przebieg

### Masakry na Kresach Wschodnich

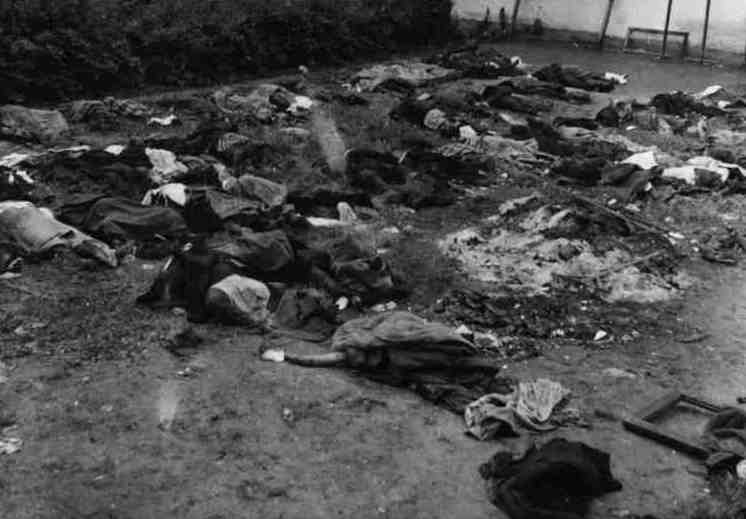
Zwłoki ofiar na podwórzu więzienia przy ul. Łąckiego we Lwowie

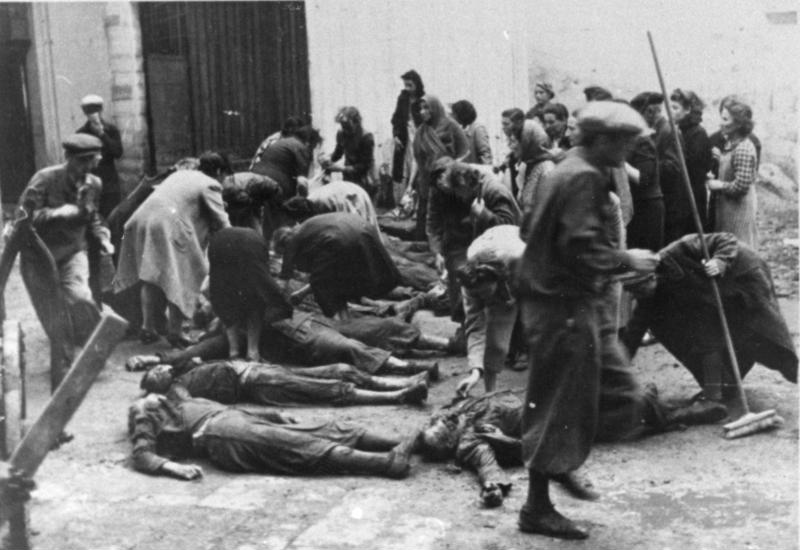
Identyfikacja zwłok więźniów zamordowanych w Tarnopolu

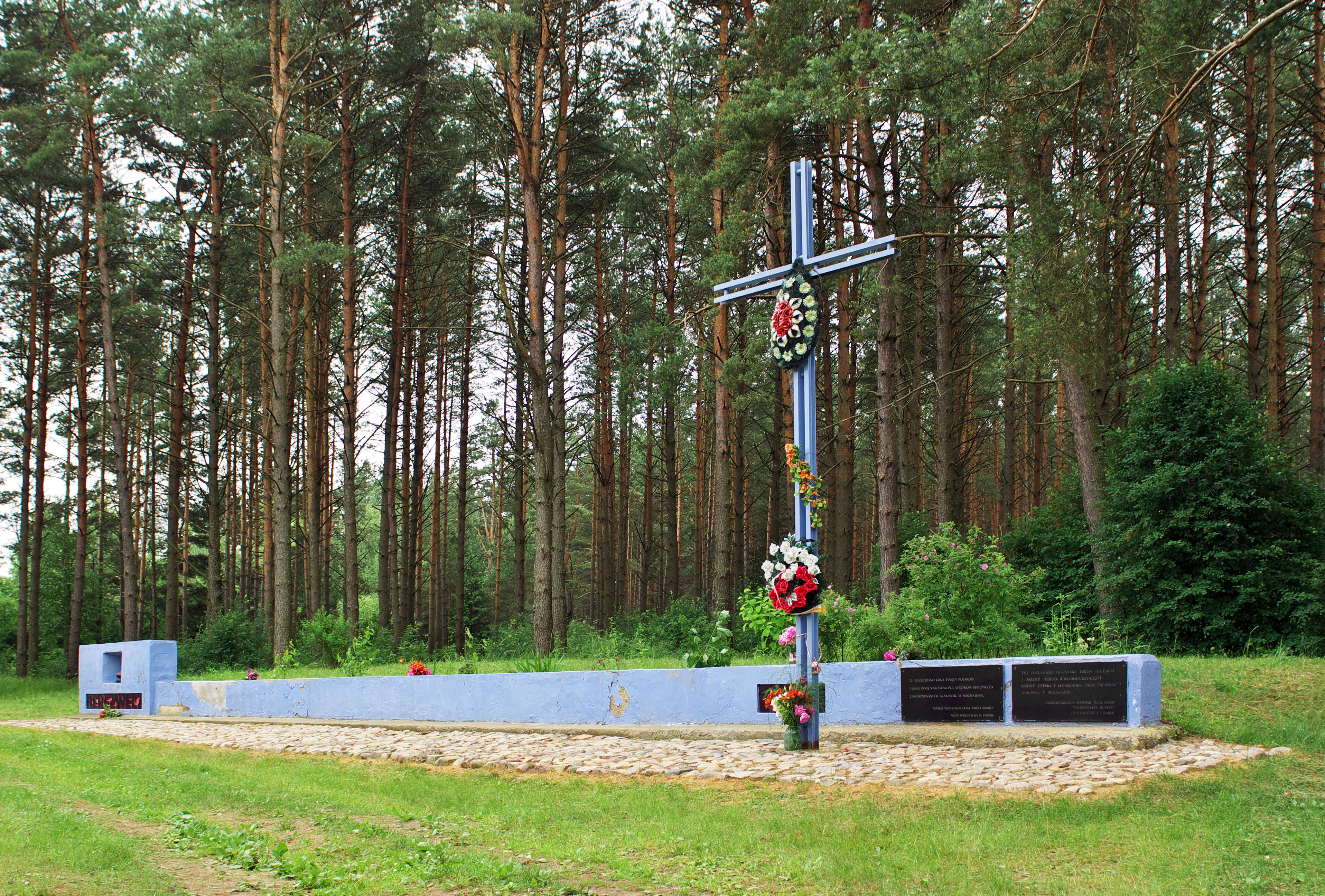
Pomnik w Mikałajewie, gdzie pochowano ofiary marszu śmierci Berezwecz-Taklinowo

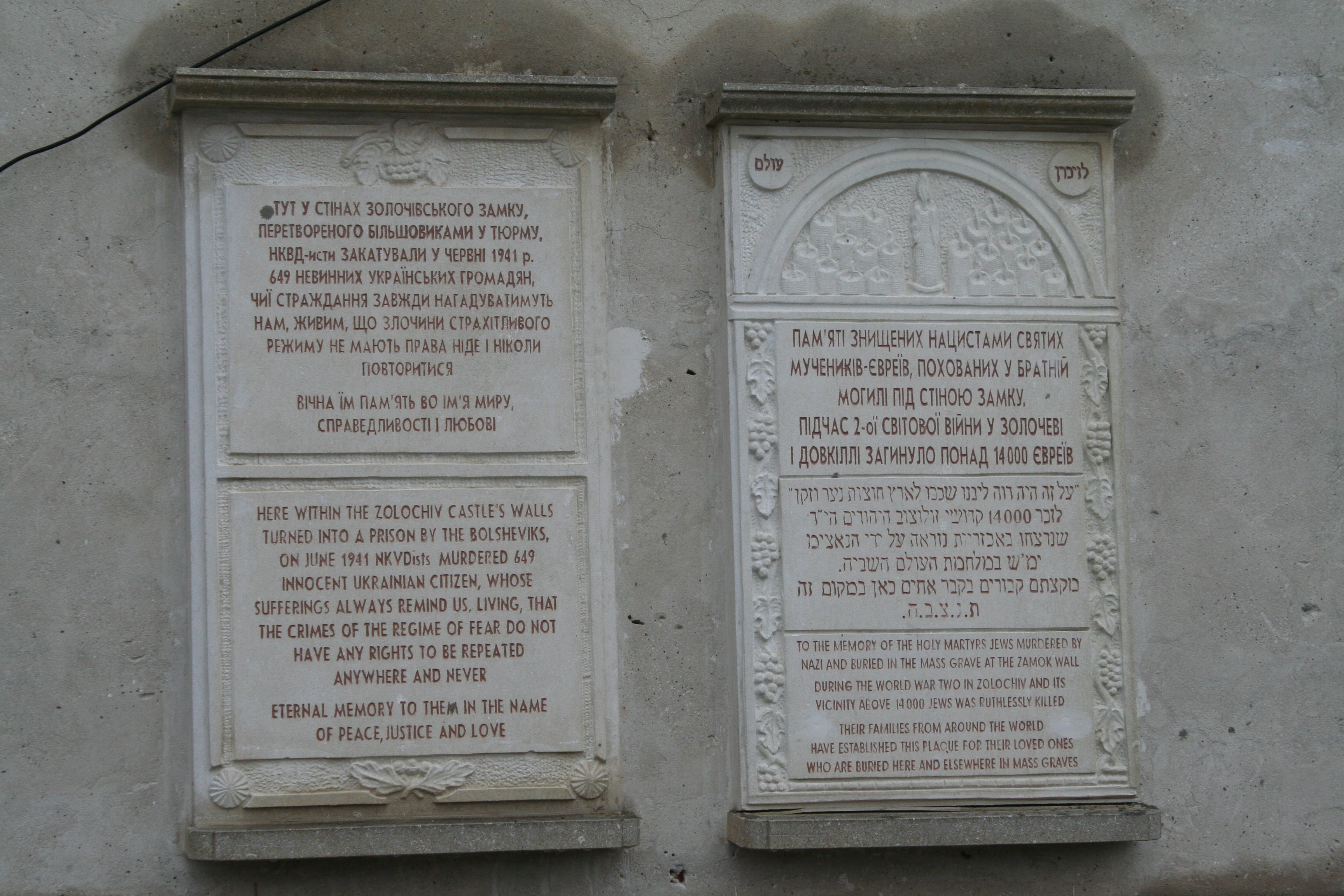
Tablice na zamku w Złoczowie upamiętniające ofiary masakry więziennej i zamordowanych Żydów

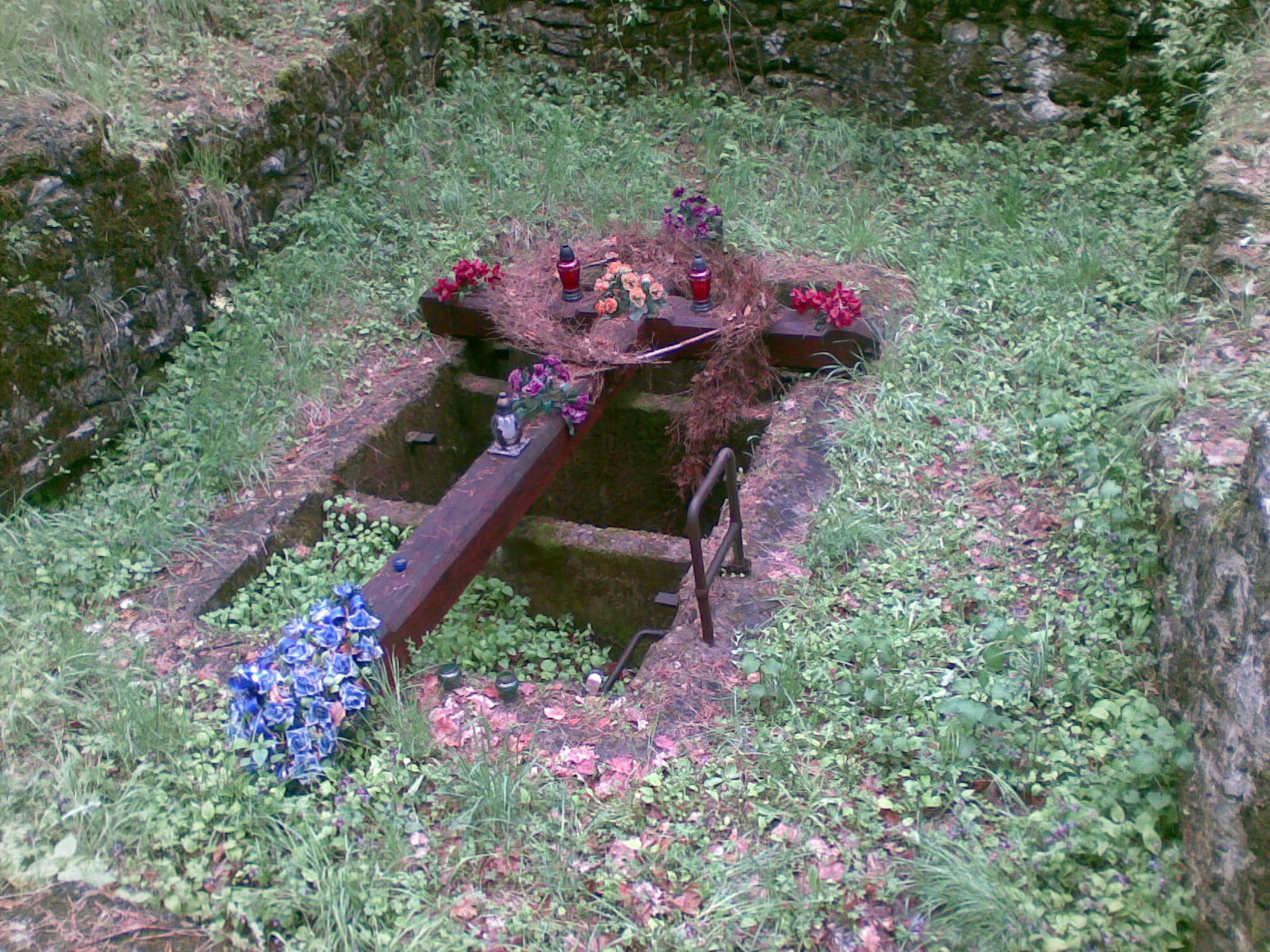
Masowy grób ofiar NKWD na terenie kopalni „Salina” nieopodal Dobromila

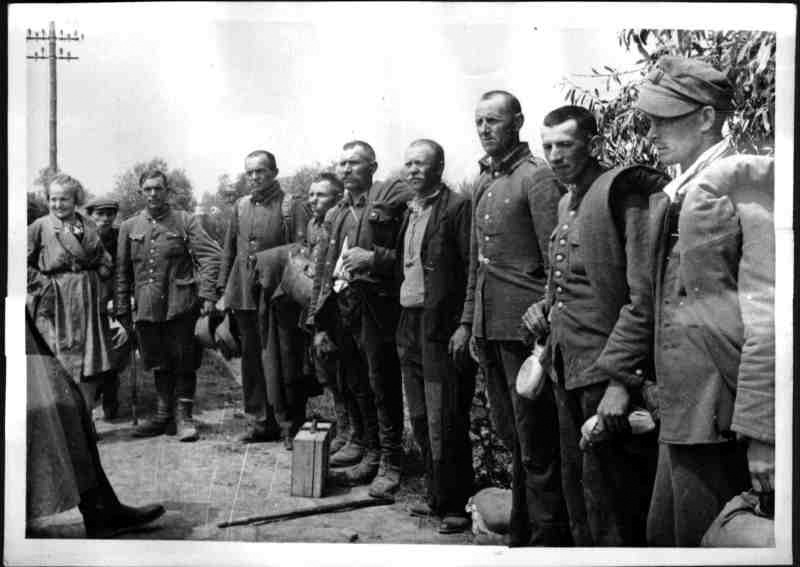
Polscy jeńcy wojenni przejęci przez Wehrmacht z sowieckiej niewoli, lipiec 1941

W połowie 1941 na ziemiach polskich okupowanych przez ZSRR funkcjonowało 46 więzień ogólnych oraz nawet do kilkuset aresztów. Z dokumentów odnalezionych w sowieckich archiwach wynika, że stan osadzonych w kresowych więzieniach na dzień 10 czerwca 1941 wynosił 39 847 osób, w tym:
- 16 420 więźniów w więzieniach znajdujących się na ziemiach włączonych w skład Białoruskiej SRR,
- 20 974 więźniów w więzieniach znajdujących się na ziemiach włączonych w skład Ukraińskiej SRR,
- 2453 więźniów w więzieniach znajdujących się na ziemiach włączonych w skład Litewskiej SRR (Wileńszczyzna).

Powyższe dane nie przesądzają o całkowitej liczbie więźniów, których przetrzymywano na ziemiach kresowych w momencie wybuchu wojny niemiecko-sowieckiej. Nie obejmują bowiem osób osadzonych w mniejszych aresztach. Ponadto między 10 a 22 czerwca 1941 sowiecki aparat bezpieczeństwa nadal przeprowadzał na Kresach aresztowania i deportacje. Z tego względu Bogdan Musiał szacuje, że 22 czerwca 1941 liczba więźniów osadzonych w więzieniach i aresztach kresowych sięgała około 40–50 tysięcy. Prawdopodobnie w kolejnych dniach liczba ta jeszcze wzrosła. Po rozpoczęciu niemieckiej inwazji NKWD rozpoczęło bowiem masowe aresztowania prawdziwych i domniemanych wrogów władzy sowieckiej. Zatrzymanych wtedy osób zazwyczaj nie ujmowano w więziennej ewidencji.
Po wybuchu wojny największe szanse ocalenia mieli więźniowie, których przetrzymywano w niewielkiej odległości od granicy. W Brześciu Litewskim już w pierwszym dniu wojny niemieccy żołnierze uwolnili więźniów miejscowego więzienia, a następnie wspólnie z nimi polowali na nadzorców usiłujących ukryć się w mieście. W Grodnie i Białymstoku strażnicy więzienni uciekli, a pozostawieni bez nadzoru więźniowie zdołali wydostać się na wolność. Podobnie potoczyły się wypadki w więzieniach w Baranowiczach, Kobryniu, Lidzie, Łomży, Prużanach, Słonimiu i Wołkowysku. Z kolei w Nieświeżu i Nowogródku miejscowi naczelnicy podjęli próbę ewakuacji więzień, lecz z powodu przeciwdziałania ludności cywilnej lub nalotów niemieckiego lotnictwa nie doszła ona do skutku, a większość osadzonych zdołała zbiec.
Od pierwszych godzin wojny w więzieniach kresowych rozstrzeliwano więźniów, wobec których przed 22 czerwca orzeczono karę śmierci lub wysokie wyroki więzienia. Ponadto jeszcze przed wydaniem przez Berię rozkazu w sprawie „rozstrzelania elementów kontrrewolucyjnych” miały miejsce wypadki, gdy strażnicy lub funkcjonariusze lokalnych placówek NKGB i NKWD z własnej inicjatywy przystępowali do likwidacji wszystkich więźniów politycznych. W Augustowie już w pierwszym dniu wojny żołnierze wojsk ochrony pogranicza zastrzelili ponad 30 więźniów ze swojego aresztu, w tym dwie kobiety i dziesięcioletniego chłopca. Tego samego dnia żołnierze tej samej formacji spalili żywcem więźniów, których przetrzymywali w areszcie na zamku Sapiehów w Oleszycach. 23 czerwca na podwórzu więzienia w Łucku funkcjonariusze NKWD i NKGB zmasakrowali blisko 2 tys. więźniów, w większości Ukraińców i Polaków. W Oszmianie w nocy z 23 na 24 czerwca w piwnicach miejscowej siedziby NKWD zabito prawdopodobnie 52 polskich więźniów, których doprowadzono z sąsiedniego więzienia.
Eksterminacja więźniów nabrała masowego charakteru po 24 czerwca. Szczególnie krwawy przebieg miała na Kresach Południowo-Wschodnich, gdyż niemiecka ofensywa odnotowała tam relatywnie wolniejsze postępy niż na Białorusi i w krajach bałtyckich, co dało NKWD więcej czasu na wymordowanie więźniów. Na tym obszarze doszło do kilkudziesięciu masakr więziennych. Według niepełnych danych z sowieckich archiwów w więzieniach na tzw. Zachodniej Ukrainie stracono około 50 proc. więźniów.
Największe masakry miały miejsce we Lwowie. W tamtejszych więzieniach – „Brygidkach”, więzieniu przy ul. Łąckiego, więzieniu na Zamarstynowie, a także w ich filiach – więźniów zabijano od pierwszego dnia wojny, lecz od 25 czerwca egzekucje odbywały się na skalę masową. Do 28 czerwca, kiedy to Sowieci opuścili miasto, z rąk funkcjonariuszy NKWD i NKGB zginęło od 3,5 tys. do 7 tys. więźniów, głównie Ukraińców i Polaków. W opustoszałych więzieniach znaleziono tylko nielicznych ocalałych.
Do masowych mordów doszło również w więzieniach i aresztach wielu innych miast Wołynia i Galicji Wschodniej. Ze Stanisławowa ewakuowano część więźniów, a pozostałych, w liczbie od 1,2 tys. do 2,5 tys. osób, rozstrzelano w więziennych piwnicach lub na więziennym dziedzińcu. W Czortkowie od 100 do 200 więźniów enkawudziści zamordowali na terenie więzienia, około trzystu pięćdziesięciu w nieludzkich warunkach ewakuowali koleją, a blisko dziewięciuset pognali pieszo na wschód, by ostatecznie rozstrzelać ich w Humaniu. Od pięciuset do tysiąca osób zamordowano w Dobromilu i pobliskiej kopalni soli „Salina”, przy czym masakra ta miała szczególnie okrutny charakter, gdyż część więźniów zabito przy użyciu młota. Niewiele mniej brutalnie przebiegła likwidacja więzienia w Stryju, gdzie zamordowano od stu do kilkuset więźniów, niektórych przy użyciu pałek służących do uboju bydła. Z Tarnopola wyprowadzono pieszo, a później wywieziono koleją ponad tysiąc więźniów, natomiast od pięciuset do tysiąca zamordowano na terenie więzienia. W więzieniu na zamku w Złoczowie wymordowano wszystkich więźniów, w liczbie od 650 do ponad 700 osób. W piwnicach i na dziedzińcu więzienia w Samborze enkawudziści rozstrzelali 500 do 700 osób; pozostali więźniowie podnieśli bunt i dzięki temu ocalili życie. W więzieniu w Dubnie funkcjonariusze przy użyciu broni palnej i granatów wymordowali w celach około 500–550 więźniów. W więzieniu w Drohobyczu odnaleziono po ucieczce Sowietów dziesiątki zwłok i nielicznych ocalałych; liczba ofiar tej masakry jest szacowana na kilkaset. W Brzeżanach funkcjonariusze NKWD zamordowali co najmniej 174 więźniów; część ocalała dzięki niemieckiemu nalotowi, który spowodował ucieczkę oprawców. W Zaleszczykach Sowieci zatopili w Dniestrze kilka wagonów wypełnionych więźniami ewakuowanymi z Czortkowa i Kołomyi . Masowe mordy miały ponadto miejsce w więzieniach i aresztach w Równem (od 150 do 500 ofiar), Krzemieńcu (co najmniej 100–150 ofiar), Sarnach (około 70–100 ofiar), Nadwórnej (około 80 ofiar), Sądowej Wiszni (około 70 ofiar), Borysławiu (kilkadziesiąt ofiar), Busku (około 35 ofiar), Żółkwi (około 34 ofiar), Szczercu (około 30 ofiar), Kamionce Strumiłowej (od 20 do 32 ofiar), Zbarażu (kilkanaście ofiar).
Do masowych zbrodni dochodziło również w więzieniach i aresztach na Kresach Północno-Wschodnich. Obok Augustowa i Oszmiany doszło do nich m.in. w Pińsku, gdzie większość więźniów ewakuowano koleją na wschód, a od kilkudziesięciu do kilkuset zastrzelono na miejscu. W Wilnie co najmniej kilkaset osób zamordowano w siedzibie NKWD i w różnych miejscach odosobnienia. Od 648 do ponad 1425 więźniów wywieziono natomiast na wschód, z czego znaczna część miała ponieść śmierć w trakcie transportu. Charakterystyczne dla likwidacji więzień na tzw. Zachodniej Białorusi stały się jednak „marsze śmierci”, w trakcie których więźniów wyprowadzano z cel, po czym w letnim upale przez wiele dni pędzono pieszo na wschód. W wyniku prowadzonej w ten sposób „ewakuacji” więźniowie masowo umierali z wyczerpania, głodu i pragnienia, ginęli w nalotach niemieckiego lotnictwa, byli rozstrzeliwani lub zakłuwani bagnetami przez konwojentów. Niektóre kolumny za cenę wielu ofiar zdołały wydostać się ze strefy działań wojennych. Miały jednak miejsce wypadki, gdy konwojenci rezygnowali z prób odeskortowania więźniów w głąb ZSRR i likwidowali ich na miejscu. W Berezweczu NKWD zamordowało na terenie więzienia od kilkudziesięciu do kilkuset więźniów, a od 916 do nawet 4 tys. wyprowadzono i pognano pieszo na wschód. Po drodze konwojenci mordowali więźniów, którzy nie nadążali za kolumną, próbowali uciekać, zbyt wolno reagowali na polecenia. Ostatecznie w okolicach kołchozu Taklinowo (ob. Mikałajewa) kolumna została zmasakrowana ogniem broni maszynowej. Według źródeł sowieckich zginęło wtedy 714 więźniów, źródła polskie szacują liczbę ofiar na około 1–2 tys. W więzieniu w Starej Wilejce zamordowano od 28 do stu kilkudziesięciu więźniów. Pozostałych uformowano w kolumny i pognano na wschód, po drodze dokonując licznych egzekucji zbiorowych i indywidualnych. Zostało wtedy zamordowanych od 500 do 800 osób. Z więzienia w Wołożynie wyprowadzono około 100 więźniów, których po ponad sześćdziesięciokilometrowym marszu rozstrzelano w pobliżu wsi Tarasowo. Z więzień w Mińsku i w sąsiednich miejscowościach wyprowadzono, po czym pognano na wschód od kilku do kilkunastu tysięcy więźniów, w tym wielu Polaków aresztowanych na Kresach Wschodnich. Znaczną ich liczbę zamordowano w trakcie marszu, pozostałych doprowadzono do Czerwienia, gdzie w okolicznych lasach enkawudziści rozstrzelali jeszcze ponad tysiąc więźniów.
Likwidacji więzień i aresztów NKWD towarzyszyła ewakuacja obozów jenieckich, w których przetrzymywano żołnierzy Wojska Polskiego wziętych do niewoli we wrześniu 1939. W chwili rozpoczęcia niemieckiej inwazji w niewoli sowieckiej przebywało około 30–40 tys. polskich jeńców, z czego 14 135 rozlokowano w około pięćdziesięciu obozach na terenie Zachodniej Ukrainy, a nieustaloną liczbę w obozach na terenie Zachodniej Białorusi. Żołnierzy zmuszano do pracy w kamieniołomach, przy wyrębie lasów oraz przy budowie lotnisk, linii kolejowych, dróg i fortyfikacji. Po rozpoczęciu wojny obozy zostały zlikwidowane, a jeńców odeskortowano w głąb ZSRR. Część, a nierzadko całość trasy ewakuacyjnej jeńcy zmuszeni byli pokonywać pieszo. W wielu wypadkach warunki ewakuacji nie odbiegały od wspomnianych „marszów śmierci”. Na samej tylko Zachodniej Ukrainie liczba ofiar wśród ewakuowanych sięgnęła 2,5 tysiąca. Łącznie po 22 czerwca 1941 zaginęło bez wieści blisko 10 tys. polskich jeńców.

### Masakry na pozostałych obszarach ZSRR

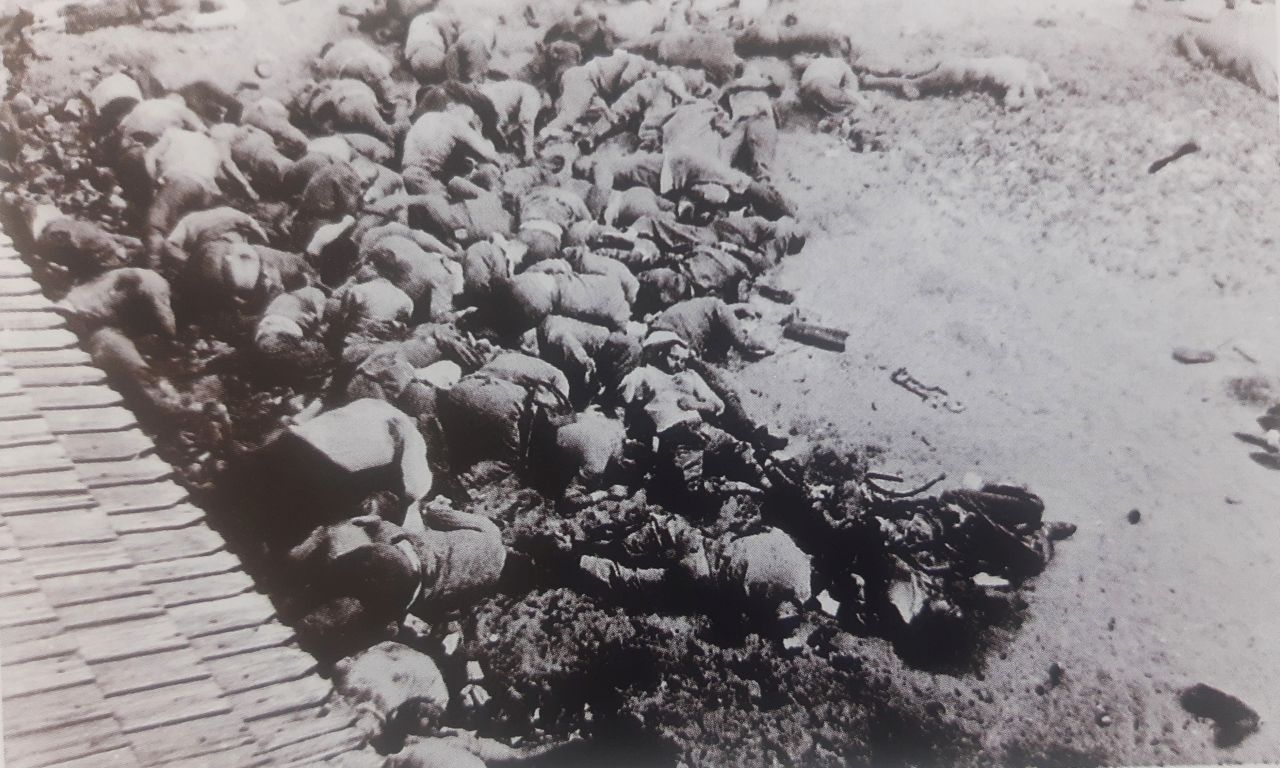
Zwłoki więźniów i strażników zamordowanych przez czerwonoarmistów 26 czerwca 1941 w obozie pracy w Prawieniszkach

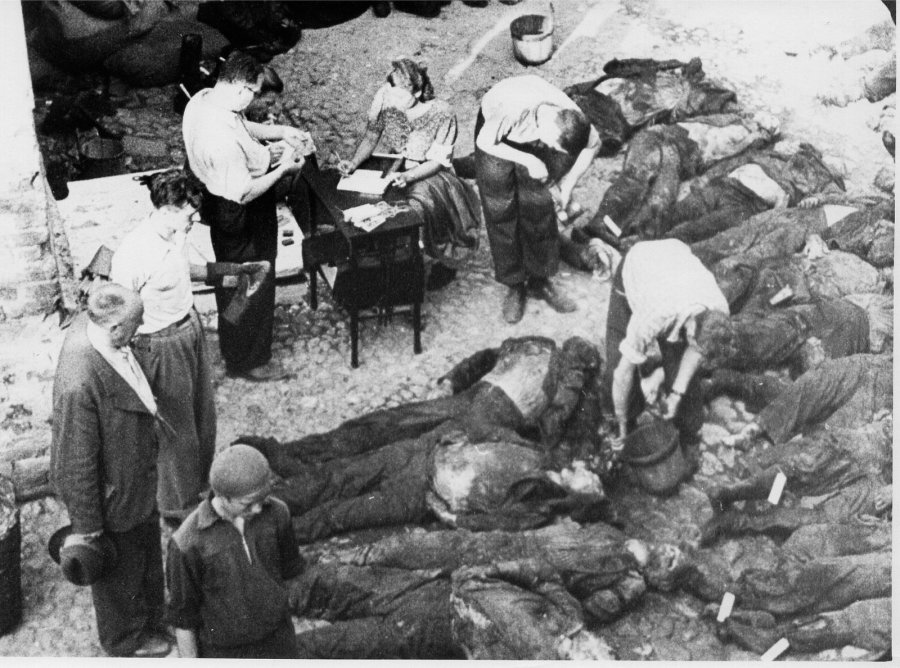
Ekshumacja więźniów zamordowanych przez NKWD w więzieniu w Tartu

NKWD przeprowadzało masowe egzekucje więźniów także na okupowanych terenach Litwy, Łotwy, Estonii i Besarabii oraz w więzieniach znajdujących się w granicach ZSRR sprzed 17 września 1939.
W krajach bałtyckich Sowieci zdążyli ewakuować większość więźniów lub pozostawili ich w więzieniach i aresztach, skąd zostali oni później uwolnieni przez miejscową ludność lub żołnierzy niemieckich. Niemniej również tam dochodziło do masakr więziennych. Terytorium Litewskiej SRR bardzo szybko zostało opanowane przez Niemców, jednakże między 22 a 28 czerwca 1941 roku Sowieci zdążyli tam zamordować blisko tysiąc więźniów i osób cywilnych. Największa masakra miała miejsce 26 czerwca w obozie pracy w Prawieniszkach, gdzie oddział pancerny Armii Czerwonej zmasakrował od 400 do 500 więźniów, w tym wielu Polaków, oraz ich litewskich strażników. Dzień wcześniej w lesie Rainiai funkcjonariusze NKWD i żołnierze Armii Czerwonej zamordowali 76 więźniów wyprowadzonych z więzienia w Telszach. Spośród ponad 1900 więźniów przetrzymywanych w więzieniu w Kownie od 115 do 300 ewakuowano do Mińska, a następnie w większości wymordowano podczas „marszu śmierci” do Czerwienia. Na Łotwie władze sowieckie zdołały w ciągu czterech dni ewakuować na wschód około 3,6 tys. więźniów. Niemniej po wkroczeniu wojsk niemieckich zwłoki pomordowanych więźniów odnaleziono w więzieniu centralnym w Rydze, a także w Rzeżycy, Ulbroce, Baltezers i innych miejscowościach. W estońskim Tartu enkawudziści zamordowali 192 więźniów z miejscowego więzienia. Jako miejsca masakr więziennych w krajach bałtyckich wskazywane są ponadto litewskie Szawle oraz estoński Tallinn.
W więzieniach zlokalizowanych na obszarze Ukraińskiej SRR, który przed wrześniem 1939 roku leżał w granicach Związku Radzieckiego, stan więźniów na dzień 10 czerwca 1941 roku wynosił 52 194 osoby. NKWD miało tam więcej czasu na przeprowadzenie ewakuacji. Niemniej również w ukraińskich więzieniach doszło do licznych zbrodni. W Kijowie co najmniej 473 więźniów zamordowano w więzieniach lub w lesie pod Bykownią. W Połtawie enkawudziści spalili żywcem około 240 więźniów. W Płoskirowie zamordowali 11 więźniów i 13 niemieckich jeńców, a kolejnych 22 więźniów zamknęli w celach, gdzie zmarli oni z głodu. W Charkowie, jak informuje Wykaz odjazdów i ruchu transportów z więzień NKWD Ukraińskiej SRR, 241 więźniów zmarło w czasie transportu, 11 zabito „w czasie ucieczki”, a 149 „spaliło się we wsi Butyrki”. Z kolei według innego źródła przed wkroczeniem wojsk niemieckich nawet do 1,2 tys. więźniów mogło zostać spalonych żywcem w siedzibie charkowskiego NKWD. Wspomniany Wykaz… informuje jeszcze m.in. o rozstrzelaniu 55 więźniów ewakuowanych z Doniecka oraz 47 więźniów w Żytomierzu. Według innych źródeł egzekucje miały także miejsce w Berdyczowie, Kirowogradzie i Winnicy, a ponadto w Dniepropetrowsku, Odessie i Zaporożu.
11 września 1941 w lesie Medwiediewskim rozstrzelano 157 więźniów z więzienia w Orle, w tym Mariję Spiridonową i Christiana Rakowskiego. Jako miejsca masakr więziennych przeprowadzonych w 1941 roku wskazywane są ponadto: Kiszyniów, Rostów nad Donem, Smoleńsk, Słuck.
Ostatnie masakry więzienne miały miejsce w 1942, gdy Niemcy przejściowo odzyskali inicjatywę strategiczną na froncie wschodnim. W przeddzień upadku Sewastopola (lipiec 1942) miejscowe NKWD zamordowało swoich więźniów w jaskiniach koło Inkermanu. Kilka miesięcy później w Nalczyku na Kaukazie Północnym rozstrzelano setki więźniów pracujących przymusowo w kopalniach molibdenu, których nie zdołano ewakuować przed nadejściem wojsk niemieckich.

## Ofiary

### Liczba i narodowość

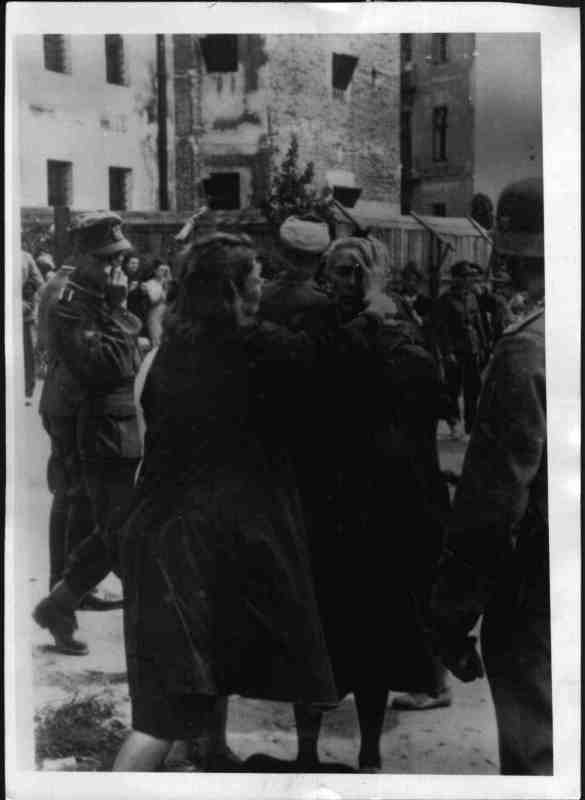
Rodziny ofiar na miejscu masakry we Lwowie

Liczba ofiar masakr więziennych NKWD pozostaje trudna do ustalenia. Z dokumentów odnalezionych w sowieckich archiwach wynika, że spośród więźniów przetrzymywanych na Kresach Wschodnich zamordowano 9689 osób, ewakuowano na wschód 16 340 osób, a 10 360 osób zwolniono, bądź też zdołały one uciec lub zginęły w nalotach Luftwaffe. Wiarygodność statystyk podawanych w raportach NKWD kwestionuje jednak Bogdan Musiał, wskazując, że są one podejrzanie precyzyjne i najprawdopodobniej zafałszowane. Co więcej, owe raporty informują o losach więźniów z zaledwie 28 więzień Zachodniej Ukrainy i Zachodniej Białorusi oraz nie uwzględniają m.in. losów osób aresztowanych po 22 czerwca 1941.
Albin Głowacki bazując przede wszystkim na zachowanych dokumentach NKWD szacował, że w więzieniach na tzw. Zachodniej Białorusi zamordowano ponad 1 tys. więźniów (7 proc.), a w więzieniach na tzw. Zachodniej Ukrainie około 10–11 tys. (50 proc.). Do tego doliczyć należy nieznaną liczbę ofiar marszów śmierci. Orest Subtelny podaje, że zamordowano 15 tys. więźniów, w tym 10 tys. w Galicji Wschodniej i 5 tys. na Wołyniu. Ołeh Romaniw i Inna Feduszczak szacowali liczbę ofiar na 22 tys., podczas gdy zdaniem Krzysztofa Popińskiego sięgnęła ona od 20 do 24 tys. osób. Ksenya Kiebuzinski i Alexander Motyl podają, że na samej tylko Zachodniej Ukrainie w ciągu ośmiu dni NKWD zamordowało od 10 do 40 tys. więźniów. Bogdan Musiał ocenia, że w kresowych więzieniach oraz na szlakach ewakuacyjnych zamordowano od 20 do 30 tys. więźniów. Te same szacunki podaje Witold Mędykowski. Z kolei Jan Tomasz Gross nie wykluczał, że liczba ofiar masakr więziennych mogła sięgnąć nawet 100 tys.
Wśród zamordowanych więźniów znajdowali się przedstawiciele wszystkich grup narodowościowych zamieszkujących II Rzeczpospolitą. Na Wołyniu i w Galicji Wschodniej większość ofiar stanowili Ukraińcy. Było to spowodowane faktem, że od przełomu 1940/41 roku priorytetem NKWD stało się rozbicie ukraińskiego ruchu nacjonalistycznego, stąd Ukraińcy przeważali zarówno wśród więźniów przebywających w tamtejszych więzieniach w momencie rozpoczęcia inwazji niemieckiej, jak i wśród osób aresztowanych w pierwszych dniach wojny. Kiebuzinski i Motyl szacują, że ofiary narodowości ukraińskiej stanowiły co najmniej 70 proc. wszystkich ofiar masakr więziennych na Zachodniej Ukrainie. Drugą pod względem liczebności grupą ofiar byli tam Polacy; Kiebuzinski i Motyl szacują, że stanowili oni co najmniej 20 proc. wszystkich zamordowanych. Odmiennie przedstawiała się natomiast sytuacja na Kresach Północno-Wschodnich. Większość ofiar stanowili tam bowiem Polacy.
W gronie ofiar masakr kresowych znaleźli się ponadto Żydzi, a obok nich także Białorusini, Czesi, Niemcy i Rosjanie. Zdarzało się ponadto, że wraz z więźniami politycznymi mordowano wziętych do niewoli żołnierzy niemieckich. Takie wypadki miały m.in. miejsce w Drohobyczu, Lwowie, Łucku, Tarnopolu i Stryju.
Liczba więźniów zamordowanych poza polskimi Kresami Wschodnimi nie jest znana. Zdaniem Musiała należy ją liczyć w dziesiątkach tysięcy. Historyk ten uznaje masakry więzienne NKWD za „jedną z najokrutniejszych masowych zbrodni II wojny światowej”.

### Relacje o sowieckich okrucieństwach
W zeznaniach i relacjach świadków, którzy uczestniczyli w ekshumacjach ofiar zbrodni NKWD, wielokrotnie powtarzają się informacje, że odnalezione w więzieniach zwłoki nosiły ślady bestialskich tortur, a nierzadko wręcz obscenicznych okaleczeń. Donoszono, że niektóre z nich miały czaszki roztrzaskane toporem lub tępymi narzędziami, wyłupione oczy, zdartą skórę z rąk, obcięte palce i genitalia, ślady rażenia prądem lub palenia żywcem. Odnajdywać miano zwłoki kobiece z odciętymi piersiami i śladami gwałtu. Istnieją także relacje mówiące, że enkawudziści zamurowywali więźniów żywcem w celach, skazując ich w ten sposób na śmierć przez uduszenie. Najbardziej drastyczne relacje mówią o krzyżowaniu lub przybijaniu ofiar gwoździami do ściany, wycinaniu płodów z brzuchów matek, gotowaniu ofiar żywcem, czy wbijaniu im gwoździ do czaszek.
Nie można wykluczyć, że w czasie masakr niektórzy enkawudziści dawali upust sadystycznym skłonnościom, gwałcąc więźniarki i torturując swoje ofiary. Faktem jest również, że niekiedy więźniów mordowano za pomocą bagnetów i tępych narzędzi – np. młotów (Dobromil), czy pałek do uboju zwierząt (Stryj). Bogdan Musiał uważa jednak, że informacje o torturowaniu i okaleczaniu ofiar w większości wypadków miały swe źródło w plotkach lub powstawały na skutek mylnej interpretacji faktów. Jego zdaniem obrażenia, które świadkowie brali za ślady tortur, były zazwyczaj spowodowane rozkładem zwłok (postępującym bardzo szybko na skutek letnich upałów), a także działalnością padlinożerców i niewprawną ekshumacją. Niektóre obrażenia można tłumaczyć także tym, że czasami enkawudziści przeprowadzali egzekucje bardzo pośpiesznie – z użyciem granatów i broni maszynowej. Ponadto analizując relacje świadków doszedł do wniosku, że w Galicji Wschodniej zdarzały się wypadki, gdy już po odejściu Sowietów zwłoki były rozmyślnie okaleczane przez ukraińskich nacjonalistów, którzy w celach propagandowych pragnęli dysponować drastycznymi przykładami martyrologii swojego narodu.
O tym, iż relacje o sowieckich bestialstwach były prawdziwe, są natomiast przekonani Ksenya Kiebuzinski i Alexander Motyl. Ich zdaniem okrucieństwo enkawudzistów było pochodną oddziaływania sowieckiej propagandy, która prawdziwych i domniemanych ukraińskich nacjonalistów miała przedstawiać jako „wrogów ludu najgorszego rodzaju”. Jednocześnie kategorycznie odrzucają przypuszczenia Musiała, jakoby ukraińscy nacjonaliści dopuszczali się okaleczania zwłok więźniów zabitych przez NKWD.

## Pogromy i masakry Żydów

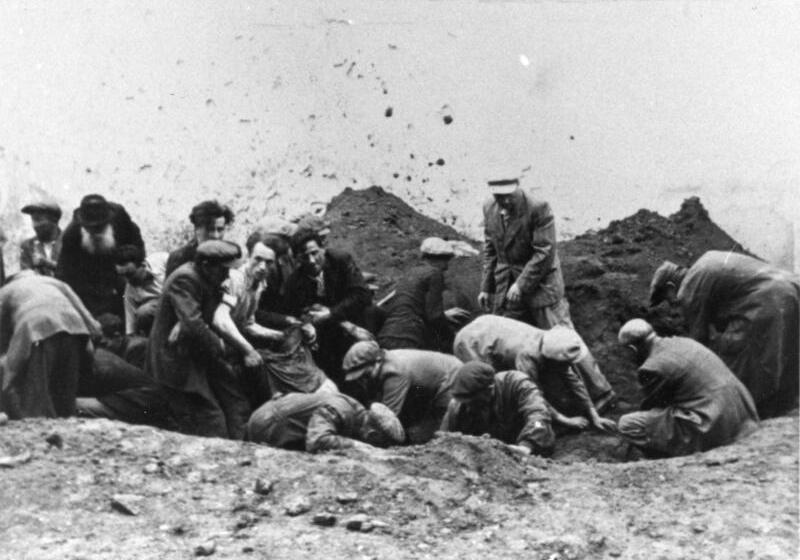
Żydzi zmuszeni do ekshumacji ofiar NKWD. Podwórze więzienia w Tarnopolu

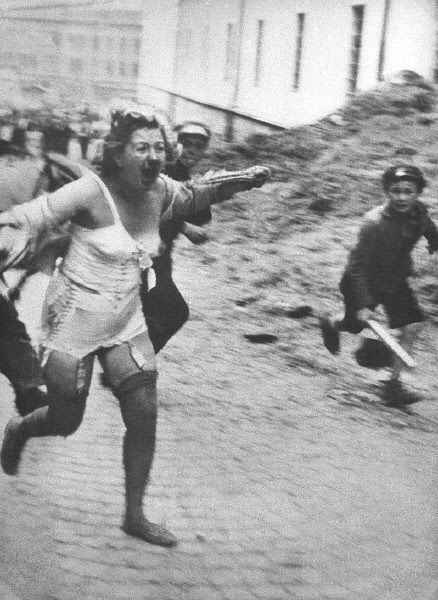
Żydówka uciekająca przed prześladowcami podczas pogromu we Lwowie

W latach 1939–1941 na obszarach Europy Środkowo-Wschodniej, które na mocy paktu Ribbentrop-Mołotow znalazły się pod okupacją ZSRR, gwałtownie nasiliły się nastroje antysemickie. Nie miał przy tym większego znaczenia fakt, iż ludność żydowska również ucierpiała na skutek rządów stalinowskich. Sowieckie władze nieprzyjaźnie traktowały religię, tradycję i kulturę żydowską. Rozwiązaniu uległy żydowskie organizacje polityczne, społeczne, kulturalne i religijne. Ofiarą terroru NKWD padali działacze niekomunistycznych partii i ugrupowań żydowskich, w tym syjoniści i bundowcy. Należące do Żydów przedsiębiorstwa, warsztaty i nieruchomości były nacjonalizowane, a szerokich mas ludności żydowskiej nie ominęła pauperyzacja spowodowana wprowadzeniem gospodarki nakazowo-rozdzielczej. Na polskich Kresach Wschodnich dziesiątki tysięcy żydowskich uchodźców, którzy zbiegli z ziem znajdujących się pod okupacją niemiecką, zostało deportowanych w głąb ZSRR. Z drugiej jednak strony w krajach okupowanych nowa władza otworzyła przed Żydami, zwłaszcza młodszymi wiekiem, niedostępne dotąd ścieżki awansu społecznego. We wrześniu 1939 roku wielu Żydów entuzjastycznie powitało wkraczające na Kresy Wschodnie oddziały Armii Czerwonej. Niektórzy Żydzi aktywnie włączyli się w tworzenie porządku okupacyjnego, współpracując z Sowietami w charakterze tajnych współpracowników NKWD lub wstępując w szeregi milicji czy aparatu partyjnego. Wielu innych znalazło zatrudnienie w aparacie administracyjnym lub gospodarczym. Ten awans społeczny, nawet jeśli nie wiązał się bezpośrednio z działalnością na szkodę współobywateli, budził szok i głębokie rozgoryczenie wśród podbitych narodów, gdyż kłócił się z utrwalonym przez wieki postrzeganiem Żydów i ich roli społecznej. Frustrację pogłębiał fakt, iż w tym samym czasie niektóre narody (np. Polacy, Litwini, czy Łotysze) musiały zmierzyć się z utratą swego dotychczasowego statusu dominującego. W efekcie choć różne były postawy i losy Żydów pod okupacją sowiecką, zazwyczaj postrzegano ich jako monolit i zgodnie ze stereotypem „żydokomuny” utożsamiano całkowicie z systemem sowieckim i stosowaną przezeń polityką terroru.
Po ataku Niemiec na ZSRR przez obszary wchodzące w skład byłej sowieckiej strefy okupacyjnej przetoczyła się fala pogromów antysemickich. Przyniosły one łącznie 19 655 ofiar. Nie zawsze owe akty przemocy były związane z ujawnieniem zbrodni NKWD. Niemniej zdaniem Witolda Mędykowskiego masakry więzienne w wielu wypadkach stanowiły „niezwykle silny katalizator” późniejszych pogromów. Bogdan Musiał także nie wyklucza, iż pogromy nastąpiłyby, nawet gdyby wcześniej nie doszło do masakr więziennych, ocenia jednak, że bez ich ujawnienia nie przybrałyby tak dużych rozmiarów. Podobnego zdania są Kiebuzinska i Motyl. Wymordowanie więźniów wpłynęło w szczególności na przebieg wypadków na obszarze tzw. Zachodniej Ukrainy, gdzie pogromy były najliczniejsze i najkrwawsze. Na tzw. Zachodniej Białorusi, gdzie masakry więzienne przyniosły mniej ofiar i odbywały się przede wszystkim na szlakach ewakuacyjnych – z dala od większych skupisk ludzkich – ich wpływ na nastroje społeczne był znacznie mniejszy.
Zbrodnie NKWD wstrząsnęły zarówno mieszkańcami podbitych ziem, jak i żołnierzami niemieckimi. Ukaranie sprawców było niemożliwe, gdyż w większości wypadków zdołali zbiec na wschód wraz z wycofującą się Armią Czerwoną. W tych okolicznościach „kozłem ofiarnym”, przeciwko któremu zwrócił się gniew miejscowej ludności, stali się Żydzi. Winą za zbrodnie NKWD obarczono przy tym całą społeczność żydowską, choć jej przedstawiciele także znaleźli się wśród ofiar masakr więziennych. W rezultacie ofiarą zemsty padali zazwyczaj ludzie niewinni, gdyż żydowscy współpracownicy władzy sowieckiej w większości wypadków zdążyli się wcześniej ewakuować. Musiał podkreśla, że choć pogromy miały w pierwszym rzędzie ostrze antyżydowskie, ich ofiarą padali także nieżydowscy współpracownicy i sympatycy Sowietów, którzy nie zdążyli uciec na wschód. Mędykowski ocenia natomiast, że pogromy stały się dla miejscowej ludności – w szczególności dla Ukraińców – swego rodzaju „samooczyszczającym rytuałem”, pomagającym zatuszować fakt, że wielu jej przedstawicieli także kolaborowało z reżimem sowieckim.
Niektóre pogromy zostały zainicjowane przez funkcjonariuszy niemieckich Einsatzgruppen, którzy w myśl wytycznych SS-Gruppenführera Reinharda Heydricha mieli zadanie potajemnie podburzać miejscową ludność do wystąpień antyżydowskich, a w razie potrzeby intensyfikować je i przejmować nad nimi kierownictwo. Niemcy osiągali w ten sposób kilka celów: rozładowywali napięcie wśród ludności nowo podbitych ziem, tanim kosztem wikłali ją we współpracę z nowym okupantem, a przede wszystkim uzyskiwali pożądany efekt propagandowy – poprzez stworzenie wrażenia, iż eksterminacja Żydów cieszy się szerokim poparciem wśród podbitych narodów. Na Kresach Południowo-Wschodnich nastroje antysemickie podsycała dodatkowo banderowska frakcja Organizacji Ukraińskich Nacjonalistów, choć zdaniem Grzegorza Motyki sam udział jej szeregowych członków w pogromach Żydów nie przesądza, aby jej kierownictwo było zaangażowane w ich organizację.
Pogromy były zazwyczaj przeprowadzane według podobnego schematu. Po odkryciu zwłok pomordowanych więźniów przeprowadzano masowe aresztowania Żydów, których oskarżano o współudział w zbrodni. Następnie urządzano wiece i uroczyste pogrzeby, podczas których podburzano ludność do rozprawy z Żydami. Niemal stałym elementem pogromów było także zmuszanie Żydów do udziału w ekshumacji i pochówku zwłok więźniów. Przy tej pracy byli oni bici, upokarzani i mordowani, po czym dochodziło do dalszej eskalacji zamieszek. Pogromom nieodłącznie towarzyszyła grabież żydowskiego mienia. Dochodziło także do gwałtów na kobietach i dziewczynkach. W pogromach uczestniczyła zarówno miejscowa ludność – głównie Ukraińcy, lecz również Polacy, Białorusini i Litwini – jak i żołnierze niemieccy, a w przypadku Galicji Wschodniej i Wołynia zorganizowana ad hoc milicja ukraińska.
Do największych rozruchów doszło we Lwowie, gdzie między 30 czerwca a 2 lipca zamordowano co najmniej 3–4 tysiące, a według niektórych źródeł nawet do 7 tysięcy Żydów. Pogromy związane z ujawnieniem masakr więziennych miały ponadto miejsce między innymi w Tarnopolu (nawet do 5 tys. ofiar), Złoczowie (kilkaset ofiar), Brzeżanach (kilkaset ofiar), Borysławiu (około 300 ofiar), Skałacie (około 250 ofiar), Krzemieńcu (130 ofiar), Czortkowie (ponad 100 ofiar), Samborze (około 50 ofiar), a także w Dobromilu, Drohobyczu, Gródku Jagielońskim, Kołomyi, Zaleszczykach i Zbarażu.
Masakry więzienne posłużyły również Niemcom jako pretekst do przeprowadzania masowych i systematycznych egzekucji Żydów. Pod pretekstem ukarania zbrodni na więźniach i jeńcach niemieckich funkcjonariusze Einsatzgruppen przeprowadzili latem 1941 liczne „akcje odwetowe”, których ofiarą padły tysiące Żydów. Masowe egzekucje miały m.in. miejsce we Lwowie (około 7 tys. ofiar), Łucku (około 2 tys. ofiar), Tarnopolu (co najmniej kilkaset ofiar), Złoczowie (300 ofiar) i innych miejscowościach.
W ocenie Musiała masakry więzienne znacząco przyczyniły się do brutalizacji działań wojennych na froncie wschodnim II wojny światowej i ułatwiły nazistowskiemu kierownictwu zrealizowanie założenia mającego przekształcić konflikt z ZSRR w totalną wojnę przeciwstawnych ideologii i ras. Tysiące żołnierzy Wehrmachtu zwiedziło miejsca zbrodni i zobaczyło zmasakrowane zwłoki ofiar NKWD. Masakry więzienne – w połączeniu z informacjami o zbrodniach na jeńcach niemieckich i działalności partyzantów sowieckich – zdaniem Musiała znacząco wpłynęły na postawy żołnierzy i oficerów niemieckich, wzbudzając żądzę odwetu i ułatwiając propagandzie nazistowskiej wzniecenie uczuć nienawiści do Żydów oraz Sowietów. Konsekwencją była zwiększona gotowość do odrzucenia zasad prawa wojennego i zbrodniczego traktowania jeńców wojennych oraz ludności cywilnej.
Musiał ocenia również, że sowieckie zbrodnie miały istotny wpływ na radykalizację antysemickiej polityki III Rzeszy. Podkreśla, że „akcje odwetowe” w lecie 1941 roku stanowiły jedną z najważniejszych cezur w antysemickiej polityce III Rzeszy, gdyż po raz pierwszy zaczęto masowo i systematycznie rozstrzeliwać tysiące Żydów. Odnosząc się do wpływu zbrodni NKWD na politykę nazistowskich Niemiec wobec Żydów, Timothy Snyder oceniał natomiast, że „rozstrzelania w więzieniach, choć niewątpliwie znaczące z punktu widzenia lokalnej ludności […] dla przywódców nazistowskich stanowiły jednak bardziej katalizator niż przyczynę”.

## Wykorzystanie zbrodni przez propagandę

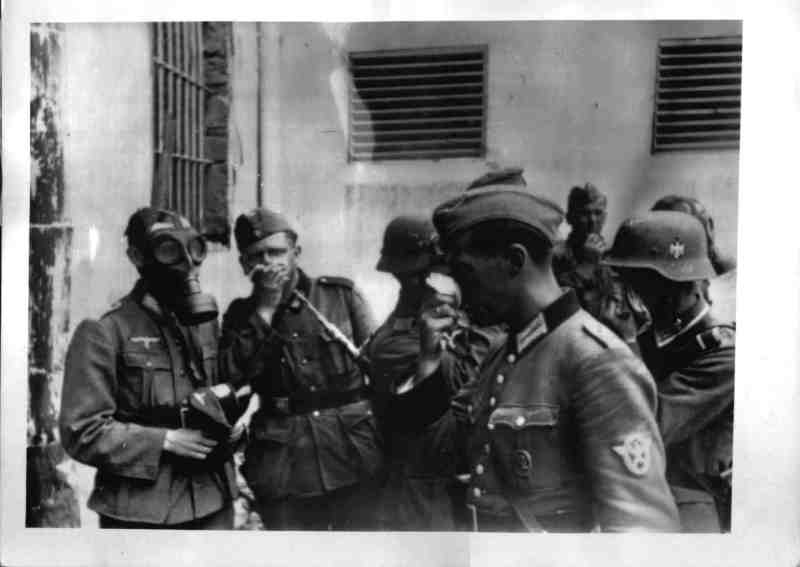
Żołnierze niemieccy z chusteczkami (jeden w masce przeciwgazowej) nad zwłokami ofiar NKWD we Lwowie

Masakry dokonane przez NKWD zostały wykorzystane przez goebbelsowską propagandę. Sowieckie zbrodnie szeroko opisywała niemiecka prasa ogólnokrajowa i regionalna, informowało o nich także radio. W gazetach publikowano zdjęcia zmasakrowanych ofiar, a w kinach emitowano drastyczne filmy nakręcone w więzieniach przez ekipy ministerstwa propagandy. Masakrom więziennym wiele uwagi poświęciła niemiecka propaganda w okupowanych krajach Europy. Niemcy dołożyli także wysiłków, aby wiadomości o sowieckich zbrodniach dotarły do międzynarodowej opinii publicznej. Zagranicznym dziennikarzom akredytowanym w Berlinie oraz przedstawicielom Międzynarodowego Czerwonego Krzyża zapewniono dostęp do miejsc zbrodni. Szczególnie wiele uwagi niemiecka propaganda poświęciła wymordowaniu więźniów we Lwowie.
Szok, który wywołały masakry więzienne, starano się wykorzystać do wzmocnienia morale wojska i ludności cywilnej oraz do podsycenia nienawiści wobec Sowietów i Żydów. Po kilku tygodniach kampania propagandowa została jednak wyhamowana, gdyż badania opinii publicznej wykazały, że nadmierne epatowanie opisami sowieckich zbrodni zwiększa obawy niemieckich rodzin o bezpieczeństwo żołnierzy walczących na froncie wschodnim. Zorientowano się także, że społeczeństwo niemieckie stopniowo obojętnieje na doniesienia o masakrach.
Nazistowska propaganda jako ofiary masakr więziennych NKWD wskazywała wyłącznie Ukraińców, Bałtów i volksdeutschów. Nie wspominano natomiast, że w gronie zamordowanych znalazło się wielu Polaków i Żydów, obawiając się prawdopodobnie, że ta informacja może wzbudzić w społeczeństwie niemieckim współczucie wobec tych narodów, a jednocześnie podważyć tezę o powszechnej współpracy Żydów z Sowietami. Jedynie w Generalnym Gubernatorstwie propaganda skierowana do polskiej ludności podkreślała, że wśród zamordowanych znalazło się wielu Polaków. Jednocześnie zatajała ona informacje o żydowskich ofiarach oraz stosunkowo skutecznie wykorzystała sowieckie zbrodnie do podsycenia nastrojów antysemickich.
Ukraińscy nacjonaliści także starali się wykorzystać propagandowo zbrodnie NKWD. Pogrzeby ofiar masakr więziennych stały się okazją do organizowania wieców i politycznych manifestacji. Nacjonalistyczna propaganda przedstawiała ofiary jako „męczenników za wolność Ukrainy”, zazwyczaj przemilczając fakt, że znajdowali się wśród nich także przedstawiciele innych narodowości.
Wobec międzynarodowego oddźwięku, który wywołały wieści o zbrodniach NKWD, zmuszona była zareagować sowiecka propaganda. Odrzuciła ona jakąkolwiek odpowiedzialność strony sowieckiej za masakry więzienne, a winą obarczyła Niemców. Między innymi ludowy komisarz spraw zagranicznych Wiaczesław Mołotow w liście do brytyjskiego ambasadora Stafforda Crippsa (12 lipca 1941) zaprzeczył, jakoby Sowieci wymordowali więźniów we Lwowie, określając napływające na ten temat wiadomości mianem „niemieckiej prowokacji”. Badanie i upamiętnienie zbrodni popełnionych podczas ewakuacji więzień NKWD stało się możliwe dopiero po Jesieni Ludów i rozpadzie ZSRR.
Odkrycie zbrodni NKWD zostało w dużej mierze zignorowane przez zachodnie rządy i prasę, gdyż alianccy przywódcy obawiali się, że tego typu informacje skompromitują nowego sojusznika w oczach rodzimej opinii publicznej. Sprawy tej nie podjął również rząd RP na uchodźstwie, który liczył w tym czasie na nowe otwarcie w stosunkach ze Stalinem. W późniejszych latach zachodni historycy poświęcali masakrom więziennym niewiele uwagi.

## Odpowiedzialność sprawców

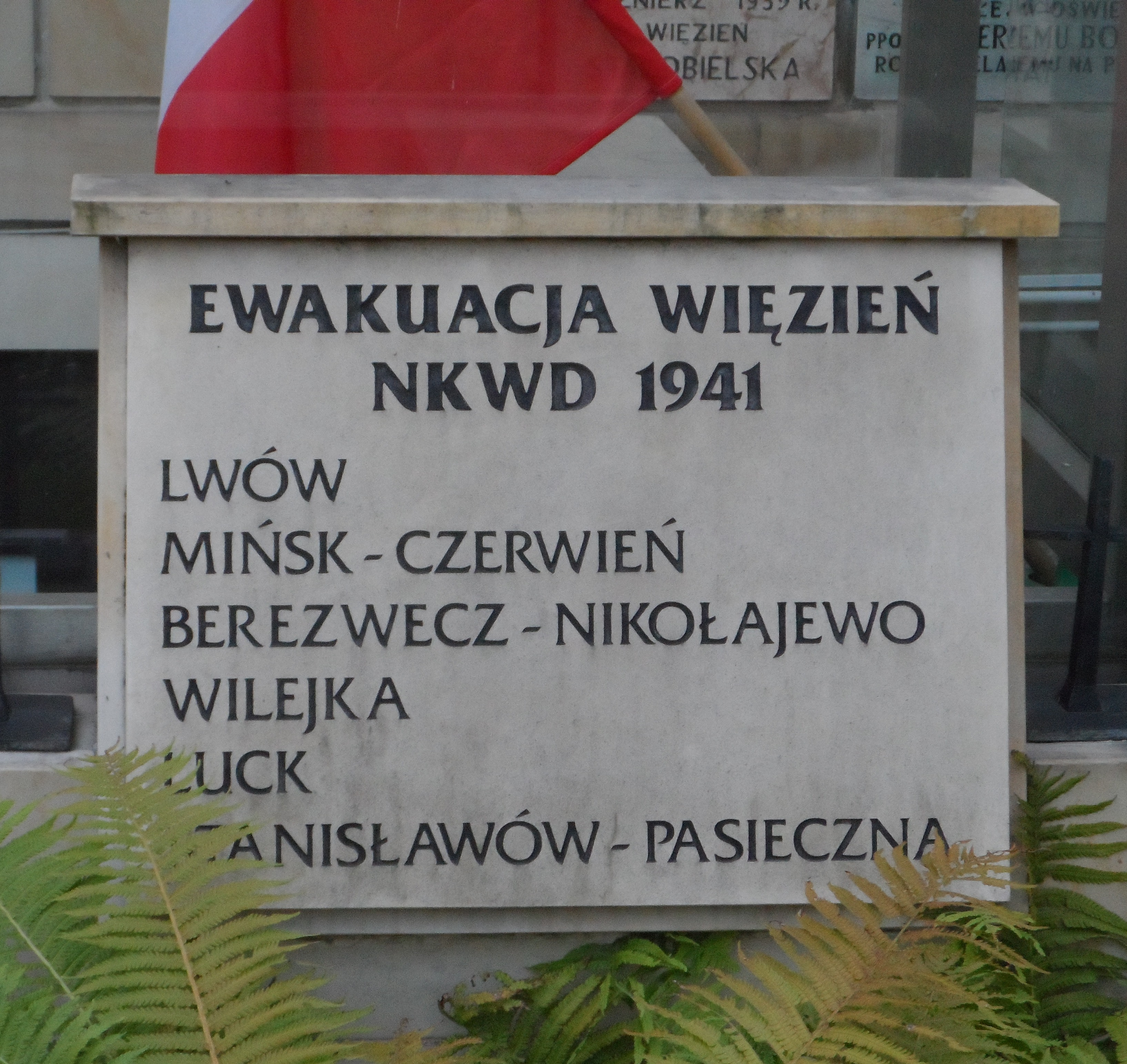
Tablica na terenie kościoła św. Stanisława Kostki w Warszawie, upamiętniająca ofiary masakr więziennych NKWD

Sprawcy masakr więziennych w zdecydowanej większości zdołali zbiec na wschód wraz z wycofującą się Armią Czerwoną. Tylko w bardzo nielicznych przypadkach, np. w Łucku i Dubnie, wkraczające oddziały niemieckie zdołały ich pochwycić i rozstrzelać na miejscu. Niektórzy sprawcy zginęli także w późniejszym okresie wojny. W gronie tym znalazł się m.in. kierujący masakrą w Dobromilu-Salinie Aleksander Malcew oraz niektórzy funkcjonariusze odpowiedzialni za zbrodnię w lesie Rainiai.
Na początku lipca 1941, niedługo po wymordowaniu więźniów z Berezwecza, prokurator garnizonu witebskiego nakazał aresztować i postawić przed sądem wojennym sierżanta bezpieczeństwa państwowego Michaiła Nikołajewicza Prijomyszewa – naczelnika więzienia, który kierował tragicznie zakończoną ewakuacją i zarządził wymordowanie więźniów. Prokurator zawnioskował jednocześnie o rozstrzelanie oskarżonego. Za Prijomyszewem wstawili się jednak zastępca ludowego komisarza spraw wewnętrznych Białoruskiej SRR Iwan Ptaszkin oraz naczelnik zarządu NKWD obwodu witebskiego Motawkin. Ostatecznie pierwszy sekretarz KC KPB Pantielejmon Ponomarienko uznał postępowanie naczelnika za uzasadnione i polecił wypuścić go na wolność. Prijomyszew został zwolniony z aresztu w dniu wkroczenia wojsk niemieckich do Witebska. Jego dalsze losy są nieznane. We wrześniu 1941 roku dwaj podwładni Prijomyszewa, oficerowie współodpowiedzialni za egzekucję więźniów, zostali skazani na śmierć przez sowiecki trybunał. W tym samym procesie trzech innych sprawców skazano na 10 lat obozu pracy.
Masakry więzienne NKWD były jednym z zagadnień badanych przez utworzoną w 1954 roku specjalną komisję śledczą Izby Reprezentantów Stanów Zjednoczonych ds. komunistycznej agresji („komisja Kerstena”).
Sprawcy masakr więziennych nie zostali osądzeni i nie ponieśli kary. Po przełomie politycznym 1989 roku śledztwa w sprawie zbrodni popełnionych w czasie ewakuacji więzień NKWD podjęła Główna Komisja Ścigania Zbrodni przeciwko Narodowi Polskiemu. Decyzją z marca 1990 roku zadanie kompleksowego zbadania tego zagadnienia powierzono Okręgowej Komisji w Łodzi. W kolejnych latach większość śledztw umorzono z powodu niewykrycia sprawców lub śmierci ustalonych sprawców zbrodni. W trakcie jednego z dochodzeń ustalono, że dwaj pracownicy sowieckiego aparatu okupacyjnego, którzy uczestniczyli egzekucjach na terenie więzienia w Czortkowie, po zakończeniu wojny pełnili służbę w szeregach Ludowego Wojska Polskiego, uzyskując wysokie stopnie oficerskie.
Żadnych kroków w celu identyfikacji i osądzenia sprawców nie podjęła Rosja. Co więcej, jej służby bezpieczeństwa nadal odwołują się do sowieckich tradycji. Brak zainteresowania, a wręcz obstrukcję w stosunku polskich śledztw okazywały również władze Białorusi.
Po rozpadzie ZSRR sąd niepodległej Litwy skazał na karę dożywotniego więzienia szefa placówki NKGB w Telszach Petrasa Raslanasa (Piotra Rasłana), który był jednym z funkcjonariuszy kierujących masakrą w lesie Rainiai. Rosja, której był obywatelem, odmówiła jednak jego ekstradycji. Władze Litwy wystąpiły także o ekstradycję Nachmana Duszańskiego, innego funkcjonariusza NKWD oskarżanego o udział w tej zbrodni. Władze Izraela odmówiły jednak jego wydania, uznając, że wysuwane pod adresem Duszańskiego oskarżenia są motywowane antysemityzmem.